# Insignia de Caballero Alemán
La Insignia de Caballero Alemán (en alemán: Das Deutsche Ritterabzeichen) fue una decoración deportiva de la República de Weimar y la Alemania nazi, que fue premiada por su competencia en equitación.

## Historia
Fue instituida por la Asociación Nacional de Agricultura, afiliada a la Asociación Nacional de Cría, Inspección y Control de Animales, autorizada el 9 de abril de 1930 como la Insignia de Caballero Alemán. La insignia fue otorgada en tres clases de bronce, plata y oro. La insignia tenía una corona ovalada con hojas de roble, y dentro de la corona había un jinete montado a horcajadas sobre un caballo que saltaba con una letra romana "R" en un círculo en la base de la corona. Cada una de las clases puede haber sido otorgada:
1. Sobre la base de logros especiales.
2. Sobre la base de los eventos del torneo.
3. Sobre la base de eventos de carreras.

Se debían cumplir criterios más difíciles para obtener la clase más alta. La insignia debía ser usada en el pecho izquierdo. Los destinatarios notables de la insignia ecuestre alemana incluyen a Reinhard Heydrich y a Hermann Fegelein.
También de la Asociación Nacional para la Cría, Inspección y Control de Animales fue la Insignia del Jinete Alemán (Das Deutscher Fahrerabzeichen), que se presentó para las competiciones de carreras de caballos profesionales y se autorizó en mayo de 1930. La insignia tenía el mismo diseño que la insignia del Caballero Alemán, con la excepción de que el jinete montado fue reemplazado por un conductor de carro tirado por dos caballos. La insignia se emitió en tres clases: bronce, plata y oro. Los requisitos eran los mismos que para la Insignia de Caballero, a excepción de la "carrera de trote", que reemplazaba al evento de carreras. Este premio también fue usado en el lado izquierdo.